# Vovka Ashkenazy
Vladimir „Vovka“ Ashkenazy (* 1961) ist ein russischer und isländischer Pianist.

## Leben
Vovka Ashkenazy wurde in Russland als Sohn der Pianisten Vladimir Ashkenazy und Þórunn (Dódý) Jóhannsdóttir geboren. Er wuchs in Island auf und ging in England zur Schule. Ashkenazy ist als Konzertpianist und als Klavierlehrer tätig. Neben diversen CD-Aufnahmen hat Vovka Ashkenazy im Jahre 2010 bei Decca mit seinem Vater Vladimir eine CD mit Aufnahmen für zwei Klaviere eingespielt.
Vovka Ashkenazy lebt in Pura, Kanton Tessin in der Schweiz. Sein Bruder ist der Klarinettist Dimitri Ashkenazy.